# Луї Мюлсток

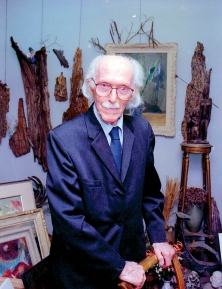
Мульсток в 1995 році поряд з деякими його роботами.

Луї Мюлсток, (нар. 23 квітня 1904, Нараїв, Бережанський район, Тернопільська область, СРСР — пом. 26 серпня 2001, Монреаль, Регіон Монреаль, Квебек, Канада) — канадський живописець, найбільш відомий своїми зображеннями Великої депресії, пейзажами та міськими сценами в Монреалі та його околицях.

## Життєпис
Народившись 1904 року у Нараїві в Галичині тодішньої Австро-Угорщини (тепер — село Нараївської сільської громади Тернопільського району Тернопільської області), він емігрував до Монреаля в 1911 році. Вдень він працював бухгалтером, а вночі вивчав мистецтво в Раді мистецтв та виробників, у школі Асоціації мистецтв Монреаля у Вільяма Брімнера, відвідував вечірні уроки Королівської канадської академії у Моріса Ґелбрайт Каліна та інших, а також у Ecole des Beaux-Arts (1922—1928).  З 1928 по 1931 рік він вивчав мистецтво в Парижі у художника-художника Луї Білуля, також малював в Академії де Гранд Шомьєр і виставляв свої роботи в паризьких салонах. Він проводив літа, малюючи в провінціях або відвідуючи музеї Бельгії (1928—1931). Луї Мюлсток повернувся до Монреаля, щоб стати штатним художником.
У 1937 році він показав одну із своїх мистецьких робіт у Торонто разом із Товариством позичкових фото. Відтоді його роботи демонструвались у багатьох галереях як на персональних, так і на колективних виставках. У 1996 році ретроспектива з 80 частин експонувала роботи Луї Мюлстока в галереях в Квебеку, а також в Едмонтоні. У 2010 році його роботи були виставлені в рамках єврейських живописців музею МакКорда в Монреалі: Свідки свого часу, 1930—1948.
Він був членом Канадської групи живописців, Канадського товариства графічного мистецтва, Федерації канадських художників та Товариства сучасних мистецтв.

## Нагороди та відзнаки
У 1978 році Луї Мюлсток одержав науковий ступінь доктора юридичних наук, honoris causa з університету Конкордія. У 1990 році став офіцером Ордена Канади. У 1998 році Луї Мюлстока визнано кавалером Національного ордена Квебеку.